# Romer Motors Corporation
Romer Motors Corporation war ein US-amerikanischer Hersteller von Kraftfahrzeugen.

## Unternehmensgeschichte
Albert J. Romer hatte bereits bei der U. S. Motor Company, Northway Motors Corporation und Murray Motor Car Company Erfahrungen im Automobilbau gesammelt. Im März 1921 gründete er das Unternehmen. Der Sitz war in Boston und die Fabrik in Danvers, beides in Massachusetts. Im gleichen Jahr begann die Produktion von Personenkraftwagen. Der Markenname lautete Romer. Ende 1921 kam die Pkw-Produktion zum Erliegen.
Noch 1921 gab es Pläne, Nutzfahrzeuge herzustellen. 1922 wurde ein neues Werk in Taunton in Massachusetts bezogen. Ebenfalls 1922 wurde Peters Autocar Company übernommen.
Mitte 1922 wurde das Unternehmen aufgelöst.

## Fahrzeuge
Im Pkw-Angebot stand nur ein Modell. Es hatte einen Sechszylindermotor von der Continental Motors Company. Der Motor vom Typ 7 R leistete 52 PS. Das Fahrgestell hatte 305 cm Radstand. Zur Wahl standen Tourenwagen mit fünf und sieben Sitzen, Roadster mit zwei Sitzen, Coupés mit vier Sitzen und Limousinen mit fünf Sitzen.
Der Lastkraftwagen war mit 1,5 Tonnen angegeben.